# Зарян, Рубен Варосович
Рубен Варосович Зарян (арм. Ռուբեն Զարյան, 1 [14] сентября 1909, Александрополь, Кавказское наместничество — 2 февраля 1994, Ереван) — советский театровед, академик АН Армянской ССР (1986), доктор искусствоведения (1962), заслуженный деятель искусств Армянской ССР (1961), лауреат Государственной премии Армянской ССР (1981). Член КПСС с 1942.
Основатель Шекспировской библиотеки и Шекспироведческого центра.

## Биография
В 1936 окончил филологический факультет Ереванского университета.
Начал работу завотделом детской литературы, а затем отделом художественной литературы в Армянском государственном издательстве. Работал в журнале «Советакан граканутюн»(«Советская литература») и читал лекции в Театральном институте.
Карьера театроведа Заряна началась в 1942 году с публикации статьи «Гамлет вновь на армянской сцене».

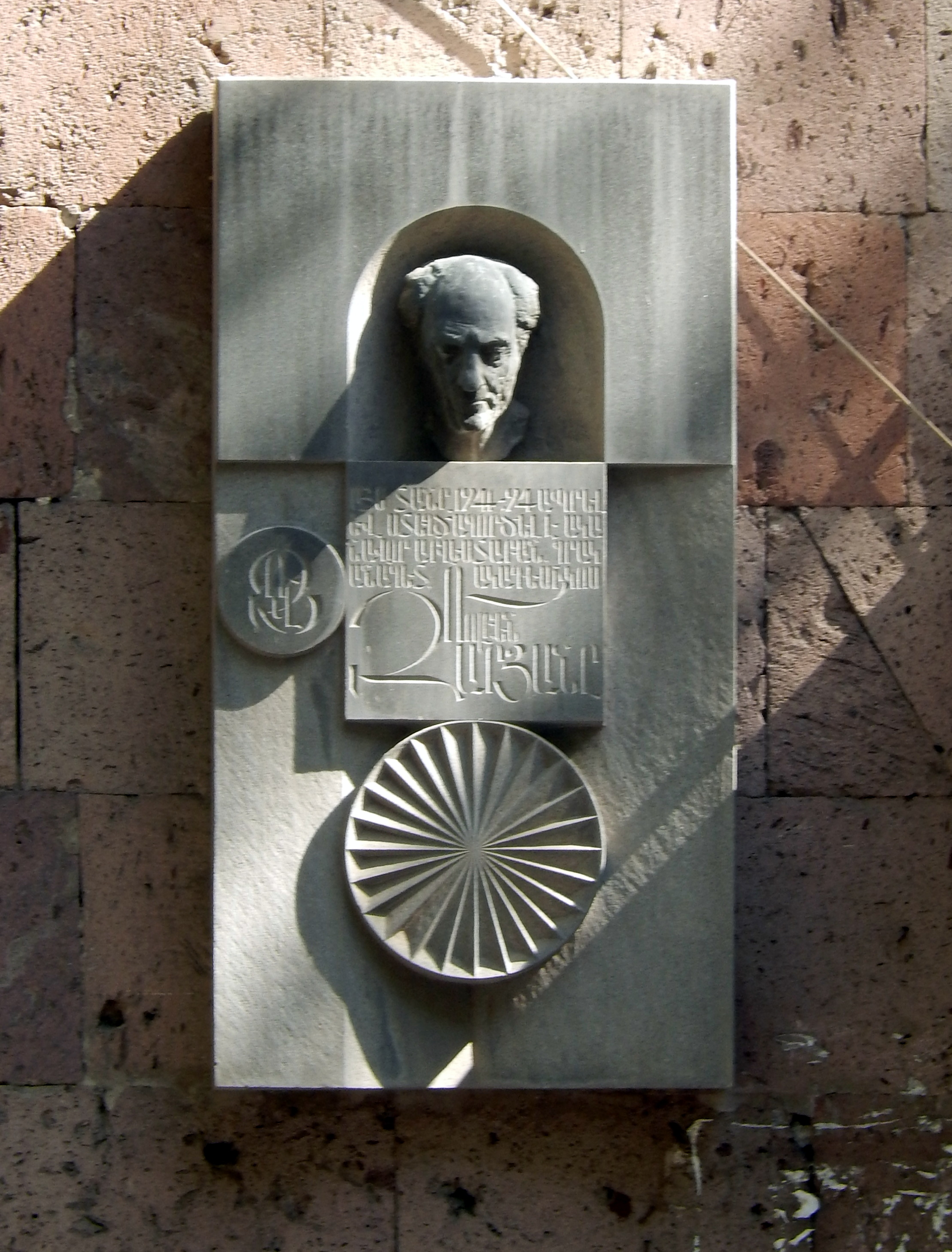

С 1948 ведёт педагогическую работу в Ереванском художественно-театральном институте (с 1963 профессор).
С 1958 директор Института искусств АН Армянской ССР (Ереван).
С 1965 руководитель армянского шекспироведческого центра.
Похоронен на Тохмахском кладбище (Городской пантеон-2).

## Литературная деятельность
Литературную деятельность начал в 1933.
Автор работ, посвященных театральному искусству Армении: «Борьба за русскую драматургию в армянском театре» (1954), «Театральные портреты» (1956), «Сирануйш 1857—1932» (1957), «Арус Восканян» (1957), «Адамян» (т. 1—2, 1960—61), «Шекспир Адамяна» (1965), «Слово памяти» (т. 1-3,1975, 1977,1981), «Перед закатом» (т. 1-2,1988, 1990).

## Награды
- Орден Дружбы народов (31.08.1979) — за заслуги в развитии искусствоведческих наук, подготовке кадров и в связи с семидесятилетием со дня рождения.
- Орден «Знак Почёта» (4.01.1955) — за выслугу лет и безупречную работу.
- Заслуженный деятель искусств Армянской ССР (26.04.1961).
- Государственная премия Армянской ССР (1981).